# Маргарет (Алабама)
Маргарет (енгл. Margaret) град је у америчкој савезној држави Алабама. По попису становништва из 2010. у њему је живело 4.428 становника.

## Демографија
Према попису становништва из 2010. у граду је живело 4.428 становника, што је 3.259 (278,8%) становника више него 2000. године.
| Група             | 2000.       | 2010.         |
| Белци             | 762 (65,2%) | 3.398 (76,7%) |
| Афроамериканци    | 381 (32,6%) | 853 (19,3%)   |
| Азијати           | 4 (0,3%)    | 37 (0,8%)     |
| Хиспаноамериканци | 0 (0,0%)    | 71 (1,6%)     |
| Укупно            | 1.169       | 4.428         |